# Hasan Kabze
Hasan Salih Kabze (Ankara, 26 maggio 1982) è un ex calciatore turco, attaccante.

## Carriera

### Club
Dopo aver cominciato la carriera con la maglia del Bucaspor, si è trasferito al Dardanel nel 2002. Dal campionato 2004-2005, nella finestra di mercato invernale, ha firmato per il Galatasaray ed ha segnato una rete al suo debutto, arrivato il 4 febbraio 2005, nella vittoria per cinque a uno contro il Gaziantepspor. Ha segnato altre due reti contro il Beşiktaş, nella penultima giornata di campionato, in una vittoria della sua squadra per due a uno.
Il 9 agosto 2007, ha firmato per i russi del Rubin Kazan', in cambio di un milione e mezzo di euro. Ha segnato la prima rete per il nuovo club nella vittoria per tre a uno sullo Spartak Mosca. Con il Rubin, ha vinto il campionato 2008.
Il 6 luglio 2010 è stato acquistato dal Montpellier con il quale giocherà l'Europa League.
Il 20 gennaio 2012 dopo due stagioni passate con il Montpellier, torna in turchia venendo ingaggiato dall'Orduspor.

### Nazionale
Ha giocato la prima partita per la Turchia il 12 aprile 2006, contro l'Azerbaigian. La prima rete in campo internazionale è arrivata il 24 maggio 2006, in un incontro con il Belgio.

## Palmarès

### Club

#### Competizioni nazionali
- Coppa di Turchia: 1

Galatasaray: 2004-2005
- Campionato turco: 1

Galatasaray: 2005-2006
- Campionato russo: 2

Rubin Kazan': 2008, 2009
- Supercoppa di Russia: 1

Rubin Kazan': 2010
- Campionato francese: 1

Montpellier: 2011-2012

#### Competizioni internazionali
- Coppa dei Campioni della CSI: 1

Rubin Kazan': 2010

### Individuale
- Capocannoniere della Coupe de la Ligue: 1

2010-2011 (3 reti)